# Алексий (Виноградов)
Иеромонах Алексий (в миру Алекса́ндр Никола́евич Виногра́дов; 5 [17] февраля 1845, село Чамерово, Тверская губерния — 1919, Оптина пустынь, Калужская губерния) — иеромонах Русской православной церкви, исследователь церковной архитектуры и живописи, китаевед.

## Биография

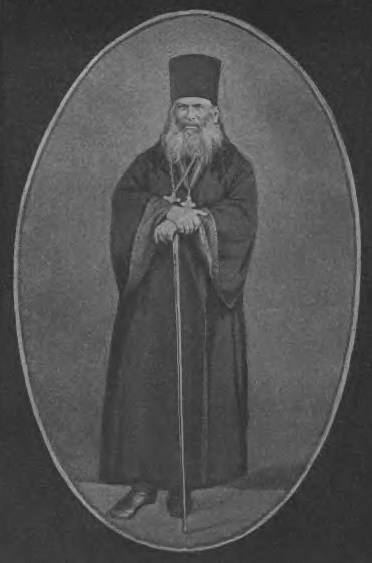
Николай Сергеевич Виноградов

Родился 5 февраля 1845 года в семье Николая Сергеевича Виноградова (1818—1880) — священника села Чамерово Весьегонского уезда (1841—1870), а после Богоявленского собора города Весьегонска (1871—1880) Тверской губернии. Два младших брата: Константин — будущий патологоанатом, и Николай — будущий чиновник. Мать Анна Матвеевна умерла в 1849 году.
После домашнего воспитания поступил в 1859 году в Петербургскую духовную семинарию, которую окончил в 1865 году. По дошедшим сведениям, он сумел своими феноменальными способностями удивить ректора и даже своего собственного отца. По окончании семинарии ему предлагают остаться в ней в качестве помощника наставника преподавателя живописи и рисования. Он, однако перешёл в Московскую духовную семинарию преподавателем живописи и рисования, был помощником наблюдателя иконографии Ф. Г. Солнцева.
В 1867—1868 годах учился в Петербургской духовной академии.
С 1868 по 1874 год преподавал живопись и рисование в Ярославской духовной семинарии.
Активно занимаясь исследованием церковной архитектуры и иконографии, Александр Николаевич создаёт новый учебный курс — церковную археологию, однако руководство семинарии отказалось ввести предложенный им курс.
После этого он уходит из семинарии и в 1871 году поступает в ярославский Демидовский юридический лицей, который закончил в 1874 году со званием кандидата юриспруденции за сочинение «Весьегонская писцовая книга XVII века».
В 1874—1879 годах был аудитором, в том числе в 1875—1876 годах в 5-м Киевском гренадерском полку.
В 1876 году за реферат «Краткие сведения о деревянных старинных храмах Весьегонского уезда и некоторых при них достопримечательностях, также курганах и насыпях по Весьегонскому уезду Тверской губернии» избирается членом-сотрудником Археологического общества с правом участвовать в его заседаниях.
В 1877 году за рукописный сборник русских и карельских песен Весьегонского уезда Тверской губернии он избирается членом Географического общества.
С 1878 по 1881 год был слушателем Археологического института в Санкт-Петербурге.
В Тверской, Ярославской и Новгородской губерниях он продолжает изучать деревянные церковные памятники — уникальное сокровище истории и культуры Руси. Практически одним из первых русских учёных Виноградов обратил внимание на исчезновение памятников деревянного зодчества, в связи с их обветшанием, предложив создать коллекцию видов, планов и чертежей исчезающих шедевров. Им было написано учебное пособие для подготовки реставраторов, подготовлен курс публичных лекций для привлечения к этой проблеме общественного мнения. Однако поддержки Виноградов так и не получил.
10 мая 1880 года «добровольно принял на себя крест монашества», а вскоре был рукоположен в сан иеромонаха и получил золотой наперсный крест миссионера в составе 16-й русской духовной миссии.
В ноябре 1881 года приехав в Пекин, он начинает усиленно изучать китайский язык. Занимался в Пекине иконописью, создал там «походную церковь».
Пробыл в Китае до 1888 года. Затем был в Киево-Печерской лавре и его подворье в Санкт-Петербурге.
Назначен вторично в состав 17-й миссии Указом Святейшего Синода от 19 октября 1895 за № 5284.
Из-за тяжёлой психической болезни покинул Китай и в 1898 году по решению Синода был отправлен в Оптину пустынь, где прожил до конца жизни.
Готовил к печати собранные в Китае материалы, но ни одна из его работ не была напечатана. Занимался благотворительной деятельности, особенно в пользу Красного Креста.
В 1904 году пытался покинуть монастырь, но его прошение о снятии сана и расстрижении отклонил Синод.
Умер от голода в 1919 году. Место захоронения неизвестно. Его рукописи и материалы личного архива хранятся в Отделе рукописей РГБ.

## Научная деятельность
Научные интересы Виноградова составляли этнография, палеография, археология, живопись, история и библеистика. Исследовал памятники старины в Тверской, Новгородской, Ярославской и др. губерниях. Собирал в Тверской губернии материалы по этнографии карел и русских.
После пострижения занимался китаеведением. Значителен вклад в изучение переводов христианской литературы на восточные языки.
Был избран членом-сотрудником Императорского Археологического общества (1876), членом Географического общества (1877), корреспондентом Общества поощрения художеств в Санкт-Петербурге (1884), почётным вольным общником Академии художеств (1889, за передачу в дар Академии ценной коллекции видов и чертежей памятников древнерусского зодчества).

## Труды
- Опыт сравнительного описания и объяснения некоторых символических икон древнерусского искусства // Изв. РАО. — 1877. — Т. 9. — Вып. 1. — С. 1—70.
- Краткие сведения о деревянных старинных храмах Весьегонского уезда и некоторых при них достопримечательностях, также курганах и насыпях по Весьегонскому уезду Тверской губернии // Там же. — С. 71—93.
- «Родословное древо» по памятникам христианской иконографии // Сборник Археол. ин-та. — СПб., 1879. — Кн. 3. Отд. 2. — С. 65—72.
- Труды западных христианских миссий в Китае. — Казань, 1886.
- Китайская библиотека и учёные труды членов императорской Российской духовной и дипломатической миссии в г. Пекине, или Бэйцзине. — СПб., 1889.
- Миссионерские диалоги М. Риччи с китайским ученым о христианстве и язычестве и обзор китайско-церковной, римско-католической литературы с XVI по XVIII в. — СПб., 1889.
- Curriculum vitae. — К., 1891.
- История английско-американской Библии. — СПб., 1889—1891. — Ч. 1—2.
- История Библии на Востоке: С обзором метода и условий, благоприятных и неблагоприятных её переводам и распространение у китайцев, монголов, маньчжуров, тибетян, корейцев, японцев: у персов, турок, арабов, абиссинцев, армян, грузин и др. — СПб., 1889—1895. Т. 1-2.
- Памятники деревянного церковного зодчества в епархиях Новгородской, Тверской, Ярославской, Иркутской и Красноярской XVII и XVIII вв. — СПб., 1892.
- Древнепатриархальные династии царей в Ассиро-Вавилонии и Персии, у евреев и магометан, или Патриархально-династическая хронология, основанная на исторических памятниках по новейшим открытиям и выводам науки. — СПб., 1895.